# Caterina Picolato
Caterina "Rina" Picolato o Piccolato (Torino, 6 maggio 1900 – Roma, 18 febbraio 1963) è stata una sindacalista e politica italiana.

## Biografia
Nata da Adriano e da Felicita Battioni, iniziò fin dall'infanzia a lavorare come sarta, poi come operaia. Nel 1918 si iscrisse al Partito Socialista Italiano e ben presto si impegnò, nell'ambito della Camera del Lavoro torinese, all'organizzazione delle lavoratrici dell'abbigliamento. Nel gennaio del 1921 aderì al neonato Partito Comunista d'Italia e, nell'aprile successivo, prese parte al III congresso dell'Internazionale Comunista.
Nel 1923 si trasferì a Milano dove, già segnalata come sovversiva, nel settembre venne arrestata insieme a Teresa Noce: entrambe vennero prosciolte e liberate all'inizio del dicembre successivo. Negli anni seguenti, ammalatasi di tubercolosi, limitò il suo impegno politico alle attività del Soccorso Rosso Internazionale a favore delle vittime della repressione politica. 
Dal 1941 lavorò alla ricostruzione del Partito comunista a Torino e nel 1943 entrò a far parte, unica donna, della direzione provvisoria del partito. Nel novembre 1943, seguendo le Direttive per il lavoro tra le masse femminili decise dal partito, promosse la nascita dei Gruppi di difesa della donna e per l'assistenza ai combattenti della libertà, che avevano lo scopo sia di sostenere la resistenza delle donne e portare aiuto alle famiglie dei partigiani, dei carcerati e degli internati in Germania, sia di battersi per l'emancipazione delle donne.
Dopo la Liberazione continuò a far parte della Commissione femminile del PCI e fu nominata alla Consulta Nazionale. Al V Congresso del PCI, tenutosi a Roma tra il dicembre 1945 e il gennaio 1946, entrò a far parte del Comitato centrale; fu candidata all'Assemblea Costituente ma non venne eletta. Successivamente non venne più candidata. 
Nel primo congresso nazionale della Confederazione Generale Italiana del Lavoro svoltosi a Firenze nel giugno del 1947 fu eletta nel Comitato direttivo e nella Commissione femminile nazionale. Continuò a ricoprire tali incarichi anche negli anni successivi e fu tra le protagoniste delle principali rivendicazioni a favore delle lavoratrici, quali la parità salariale e la tutela della maternità. Si batté con grande determinazione per il miglioramento delle condizioni delle lavoratrici a domicilio. 
Contemporaneamente continuava a fare parte degli organismi dirigenti del PCI (Commissione centrale di controllo, collegio dei sindaci).
Nel novembre 1962, alla III Conferenza nazionale delle donne lavoratrici, le subentrò, al vertice della Commissione femminile della CGIL, Donatella Turtura.
Morì a Roma il 18 febbraio 1963.